# Gsteigwiler
Gsteigwiler es una comuna suiza del cantón de Berna, situada en el distrito administrativo de Interlaken-Oberhasli. Limita al norte con la comuna de Matten bei Interlaken, al noreste con Bönigen, al este con Gündlischwand, y al suroeste y oeste con Wilderswil.
Hasta el 31 de diciembre de 2009 situada en el distrito de Interlaken.